# كيفن كيم
كيفن كيم (بالإنجليزية: Kevin Kim)‏ هو لاعب كرة مضرب من الولايات المتحدة.

## وصلات خارجية
- كيفن كيم على موقع رابطة محترفي التنس (الإنجليزية)
- كيفن كيم على موقع الاتحاد الدولي لكرة المضرب (الإنجليزية)
- كيفن كيم على موقع خلاصة التنس.كوم (الإنجليزية)
- كيفن كيم على موقع إي إس بي إن.كوم (الإنجليزية)